# 排水 (道路)

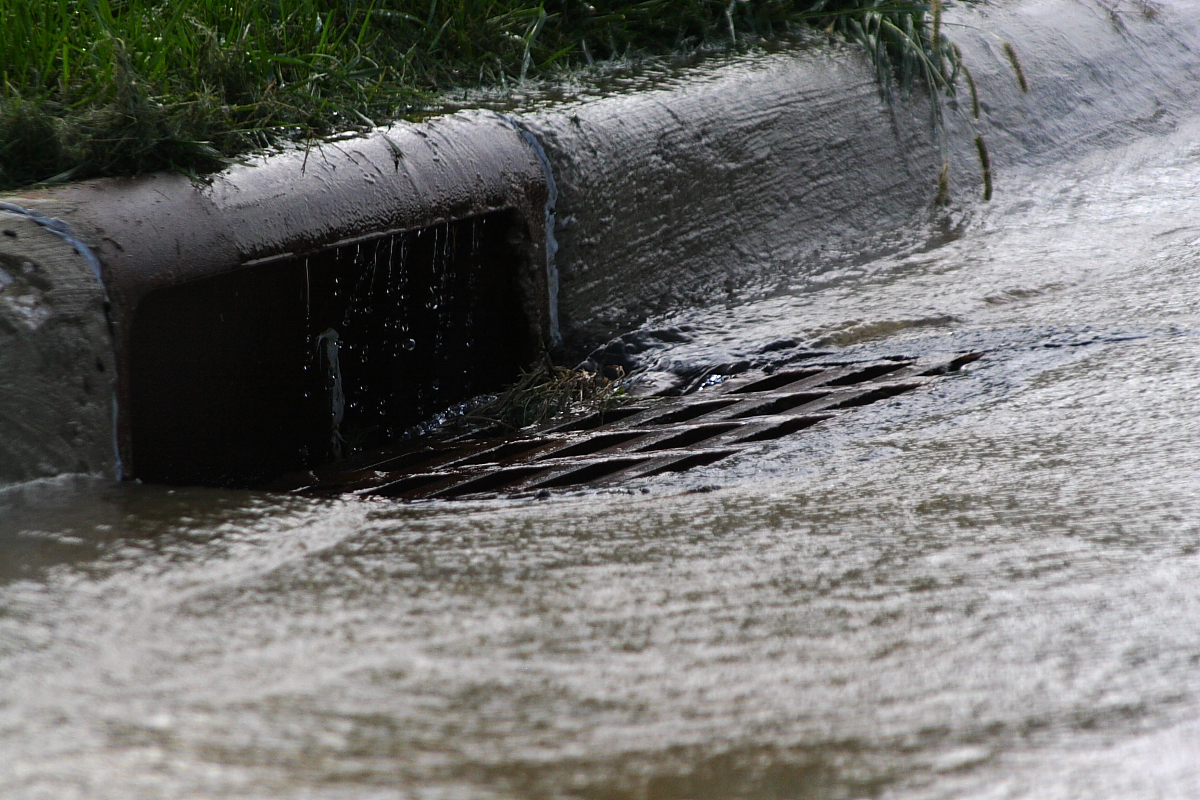
雨水が側溝に流れ込むが、これが道路上の排水システムの一部である。

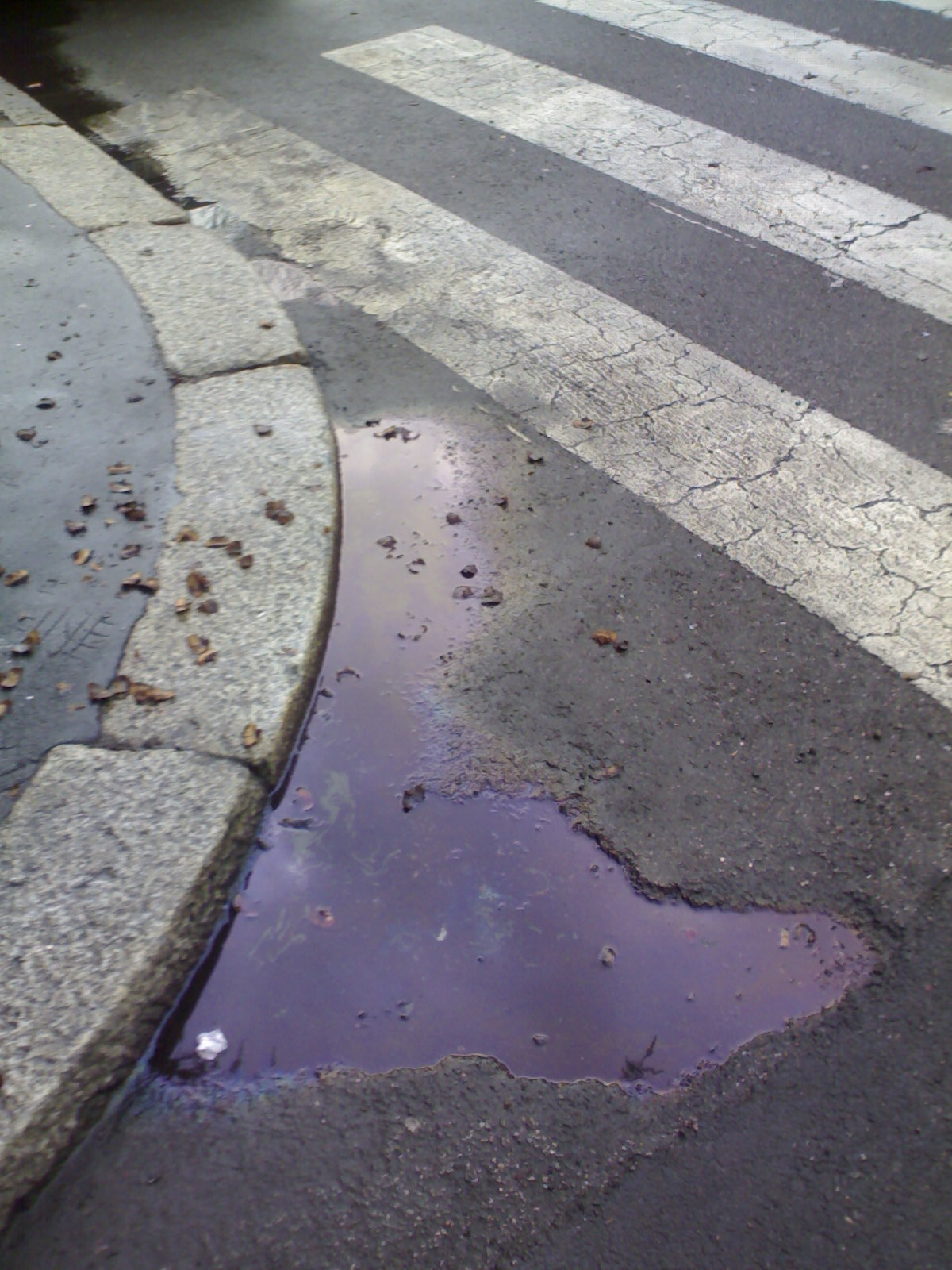
路面の水たまり

本項目では道路での排水（道路排水）について日本国内での事例を中心に述べる。道路において排水は建設・維持管理の上で極めて重要な要素であり、降雨や地下水による道路の弱化・崩壊の防止や降雨後の滞水（水たまりなど）による走行性低下の防止のためには排水が欠かせない。降雨や地下水のいずれにおいても、現地の自然や地形に応じて適切な調査・設計を行い排水しなければならない。

## 種類
道路における排水は以下の種類がある。排水の種類に応じて、側溝など排水施設の配置計画を行う。いずれも水の自然流下を利用して道路から排水を促すものである。
- 表面排水 - 降雨や降雪で生じた路面や道路隣接地からの表面水を排除する[4]。以下の路面排水・法面排水・道路横断排水をまとめて表面排水として扱われる[5]。
  - 路面排水 - 降雨や降雪で生じる路面の滞水を防止する[4]。主に側溝や排水桝、マンホールなどを用いて排水する[5]。
  - 法面排水 - 盛土や切土、自然斜面などを流下する水や、法面から湧出する水を排除する[4]。水により法面の浸食や安定性を低下するため、これを防ぐ[4]。法肩排水施設・縦排水施設・小段排水施設・法尻排水施設などが排水施設にあたる[5]。
  - 道路横断排水 - 道路と水路や渓流などと交差する場合や降雨や降雪で生じた道路隣接地からの水がある場合に、その水を道路を横断する構造物（カルバートなど）によって排除する[4]
- 地下排水 - 地下水位を低下させ、路面や法面などから浸透する水や路床から上昇する水を遮断・除去する[4]。
- 構造物の排水 - 構造物で発生した水を除去する。構造物（カルバートや橋台など）の裏込め部の湛水や構造物内部での漏水、降雨や降雪により生じた表面水などが除去の対象となる[4]。

## 目的
排水の目的は以下の3種類に大別される。
1. 降雨・融雪・地表水・地下水によって道路に流入する地表水・地下水を排除し、道路土工や舗装の弱化・崩壊を防止する。
2. 路面の滞水が原因の交通の停滞や車両のスリップを防ぐ。
3. 施工時のトラフィカビリティの確保や盛土材の施工含水比の低下を促す。工事施工前の準備排水や施工中の仮設・応急的な排水工となることが多いため軽視される傾向が従来あったが、施工時の環境保全や災害防止の観点から重要なものであるという認識に変わっている[7]。

## 計画
いかなる道路でも完全に排水できるようにするのは経済的に合理性があるとは言えないため、道路の種類・規格・交通量・沿道状況などを鑑みて適用する排水能力を決定する。確率雨量年や安全率の取り方によって設計の規模が大きく変わってくるため、費用や安全の面からバランスを取って計画・設計を行う。特に地下水は施工時に初めて状況が分かることがあるので、適宜排水施設の追加や配置変更などを行う。路面冠水しやすい場所は容量に余裕を持たせるのが望ましい。また、冠水が予想される場所では冠水を報知する目的でアンダーパスには警報装置の設置を検討する。
道路の排水を計画するにあたっては、集水域を含む原地形での地表水や地下水の流動を把握した上で、構造物や将来の開発による流況を考慮する。その際、盛土・切土・トンネル・橋梁などをそれぞれ単体で考えるのではなく、路線を一体で考えて排水計画を行う。また、林道では雨水のほか、土石・落葉・枝条・流木などの堆積物が流下することも踏まえて計画を行う。
1か所に多量の雨水を集中させてはならず、また排水の流末となる河川・排水路・下水道などへの流入方法も受容容量を踏まえて考えなければならない。受容容量が不足する場合や特定都市河川浸水被害対策法の定める条件によっては雨水貯留浸透施設を設置する必要がある。適切に流末処理を行わないがために市街地での浸水や山間部で斜面崩壊・土石流が引き起こされている事例が見られる。

### 排水需要の推定
排水施設の計画をするにあたり、その能力を決定するには雨水流出量を把握しなければならない。雨水流出量は合理式（ラショナル式）を用いて推定するのが望ましい。
{\displaystyle Q={\frac {1}{3.6\times 10^{6}}}\times C\cdot I\cdot a}
＜Q：雨水の流出量（m3/s）、C：流出係数、I：流達時間内の降雨強度（mm/h）、a：集水面積（m2）＞
ここで、C：流出係数は降雨や地域の特性により値が異なるため一義的に定めにくく、各種機関で様々な値が決められている。一般的には路面や法面に対して0.7 - 1.0程度の値が用いられている。
また、I：流達時間内の降雨強度を推定するにあたって一般に使用されているのは以下のタルボット式である。
{\displaystyle I={\frac {a}{t+b}}}
＜I：流達時間内の降雨強度（mm/h）、a・b：対象とする地域によって異なる定数、t：降雨継続時間（min）＞
aやbは既に自治体等の下水道部局で降雨強度式が作成されていることが多いのでその資料を活用してもよい。
路面排水など流達時間が極めて短い場合で、排水桝などの排水施設を数多く設計する場合は標準降雨強度が用いることができる。日本国内では60 - 130 mm/hの範囲で標準降雨強度が設定されている。
計画中の排水施設が排水可能な量は平均流速と通水断面積の積から求められる。
{\displaystyle Q_{max}=aV}
＜Qmax：施設内最大流量（m3）、a：通水断面積（m2、V：排水施設を流れる水の平均流速（m/s）＞
以下のマニング公式で平均流速を求められる。
{\displaystyle V={\frac {1}{n}}R^{2/3}I^{1/2}}
＜V：平均流速、n：粗度係数、R：径深（m）、I：水面勾配>
この時、安全率fsがQmax/Q>1以上となるように排水施設を設計する。

## 排水施設

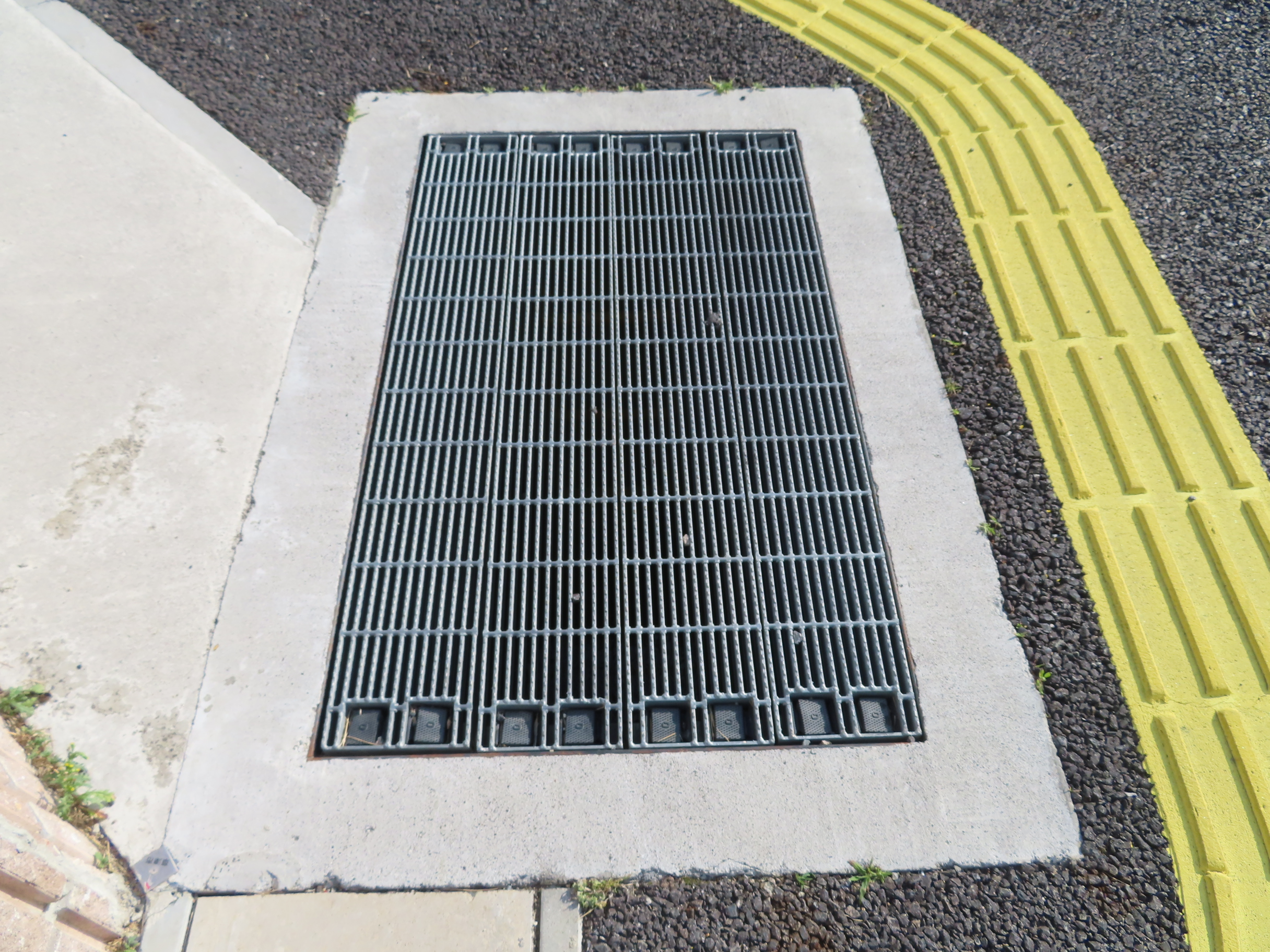
集水のために設けられた排水桝

### 路面排水
路面排水を行うための施設（路面排水工）は、一般的には路面上の降雨や降雪で発生した水を路面上の勾配（横断勾配・縦断勾配）により路側の側溝に集水させ、その水が自然流下によって排水桝・取付管・排水管・マンホールを経由して下水道に流れるよう構成されている。排水性舗装により水が舗装の排水機能層に浸透し、不透水層上を流下してから側溝や導水管を経由して集水桝に集められることもある。排水性舗装を用いることで高速道路上ではハイドロプレーニング現象が起こりづらくなっている。
路面上の水を側溝に導くための横断勾配は、日本国内では道路構造令に基づきコンクリート舗装・アスファルト舗装で1.5 - 2.0 ％、その他の路面で3 - 5 ％が標準とされている。なお、歩道で植樹帯が連続する場合はその植樹帯に水を流入させるなどして歩道に滞水させないようにする。縦断勾配は急なほど水の下流への流達時間が短くなるが、急すぎると排水桝で処理できなくなるおそれがある。
素掘りの側溝は側面や底面が浸食され排水施設や道路本体の損壊に繋がるおそれがあり、工事を行う時だけ仮に用いることが多い。恒常的な排水施設として側溝を用いる場合はコンクリート製の側溝が望ましく、実際に日本国内ではコンクリート製側溝が最も広く使われている。

### 法面排水
法面排水を行うための施設（法面排水工）は、法面を流下する表面水や法面から浸出する浸透水を排除するために設置される。表面水に対しては法肩排水溝・縦排水溝・小段排水溝などの法面排水工を設置し、浸透水に対しては蛇篭・地下排水溝・水平排水層・水平排水孔などを設置する。

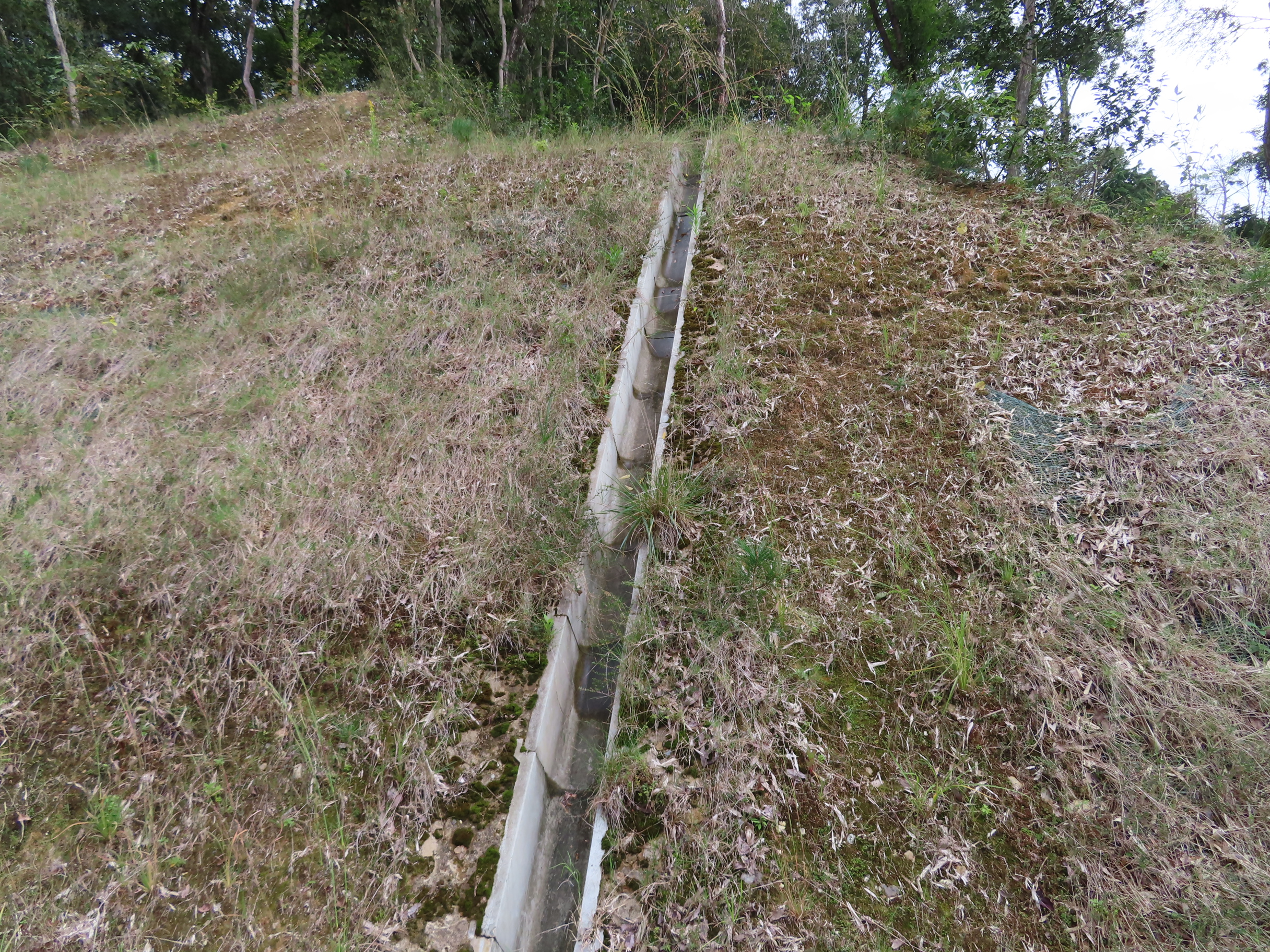
切土法面に設けられた縦排水溝

### 道路横断排水
渓流や沢地などを横断する盛土で、山腹側で土砂が不安定に堆積する場合は盛土の内部に横断排水路を設けることで水を下流に導き土砂が道路に流れ込まないようにする。横断排水路の断面形状にはパイプ、アーチ、ボックスがあり、材質として合成樹脂、鋼材、コンクリートが用いられる（古いものでは木材や石材を用いたものもある）。合成樹脂製は氷が付着しにくいためメンテナンスしやすい利点を持つ。横断排水路として用いる施設がボックスカルバートの場合は下流側が流水で洗堀されやすく、適切な処置を施す必要がある。

### 地下排水
地下水位が高い部分を通る道路では地盤からの浸透水や凍上により路床・路盤の軟弱化や舗装の損傷が起こるため、地下水を遮断・排除するための施設（地下排水工）が設置される。地下排水のための排水施設は路側の地下排水溝や遮断排水層などがある。地下排水溝は地下水の多い地域での路床や路盤を対象に行うもので、路面から1.0 - 2.0 m程度の深さに設置されることが多い。地下水が特に多い地域では地下排水溝のみでは不十分なため、路床と路盤の内部や境界に水平な遮断排水層を設け、浸透流を地下排水溝に流す。

### 構造物の排水
構造物の背面での雨水・地下水などの滞水や構造物の内部での漏水が起こると、構造物の安全性が低下し、破損に繋がる。また、路面に滞水すると美観や車両の走行に悪影響を及ぼす。

#### 橋梁
橋面の滞水を防いで車両の走行安全性を確保し、橋梁自体の腐食を防ぐために排水は欠かせない。
床版上面に浸入した雨水などが滞留することで防水層とアスファルト舗装下層とではく離を起こし、その他舗装や床版にも悪影響を及ぼす。そのため、滞水しやすい場所には排水桝を設け、必要に応じて輪荷重の影響が小さい場所に水抜き孔を設けるなどして速やかに排水できるようにする。橋面の横断勾配は標準で1.5 - 2.0%であるが、その縦断勾配によって橋面に凹部ができる場合は必ず排水桝を設けなければならない。また、耐久性の高い防水層を新設することは橋梁の老朽化を抑える有効な手段である。鋼構造の箱桁・ラーメン橋脚・トラスなどの閉断面では添接箇所で雨水が浸入して内部に滞水することで腐食を引き起こすため、水抜き孔を設けて完全に排水できる構造にする。
排水桝から排水箇所までは排水管により導水されている。この排水管は鋼製や塩化ビニル製が一般的である。ごみの詰まりを防ぐため円形（内径150 mm以上）とし、急激な屈曲を避けるのが望ましい。

#### トンネル
トンネルでは地山からの湧水、湧水からトンネル内部に漏出する漏水、外部からの持込水、洗浄水、消火水を排水しなければならない。トンネルでの排水を行う施設（トンネル排水工）には裏面排水工・横断排水工・中央排水工・路側排水工がある。
トンネルの吹き付けコンクリート面から湧水が多い場合は裏面排水工を設ける。有孔の高密度ポリエチレン管のパイプや合成樹脂製のフィルターマットにより集水し、中央排水工に導水する。
横断排水工は一般的に30 - 50 m間隔で設置するが、湧水量が多いと予想される場合は設置間隔を縮める。材料は有孔のポリエチレン管やヒューム管を用いるが、歩道部で上載荷重が小さい場合は塩化ビニル管を用いるなどして使い分けている事例がある。
中央排水工は裏面排水工を通る湧水をトンネル外部に導くもので、トンネル完成後に予想される湧水量から断面の大きさを決定する。一般に供用開始後の清掃や点検が困難なため、断面の大きさは十分に余裕を持たせるべきである。材料は有孔の高密度ポリエチレン管やヒューム管を用いる。トンネル下部にインバートを設ける場合、地山の膨圧による破損を防ぐためインバートより上部に設けるのが望ましい。
路側排水工は一般的にU字側溝や円形側溝により行われるが、トンネル延長が短く漏水量が少ない場合はL型側溝のみで排水を行うこともある。また、トンネル内にも排水桝を設け、清掃方法に応じて桝の間隔を調整する。
都市部の道路トンネルは周囲の地形より低い位置に路面が設けられることが多く、その大部分で強制排水を行う必要がある。明かり部で用いられる路面排水工に加え、排水のためのポンプも設置する。トンネル出入口付近では雨水の吸込や車両の持込水などが集中するため排水桝の間隔は狭くなる。ポンプは車道部の外に設置することが望ましいが、やむを得ず車道部に設置する場合もできる限り交通の支障にならない場所を選定する。換気ダクトが設けられる場合はこれを利用して排水を行うが、ない場合は排水専用のダクトを設置する。

## 維持管理

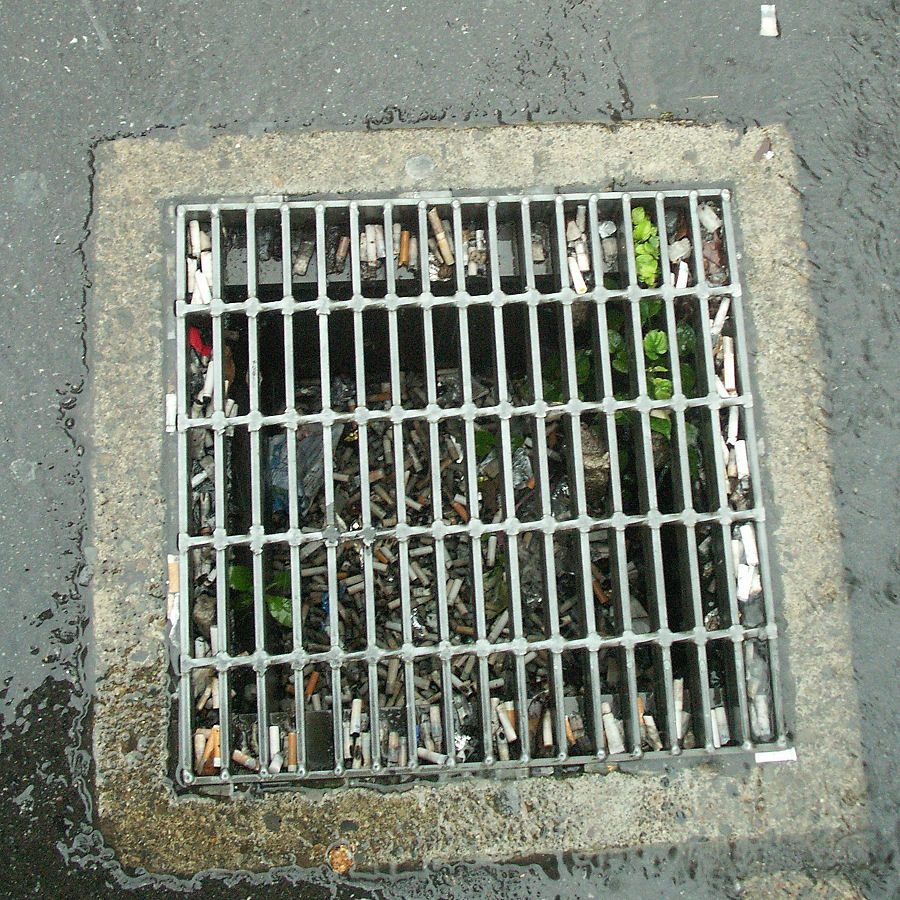
吸い殻の不法投棄で清掃が必要な排水桝

路面や法面の破損は排水不良によるものが多いため、排水施設の維持管理は道路を正常に保つために欠かせない。定期的に点検を行い、破損やその誘因となる事象を早期に発見し、適切な補修・補強対策を行う必要がある。
側溝が土砂や落葉などで閉塞すると、排水不良によって越流が起こり、その水が浸透することで法面や斜面の安定性が失われる。そのため、計画的に側溝の点検や清掃を行い安全を確保する必要がある。また、側溝で側壁の倒れや継目の隙間がある場合は早急に補修して水の漏出を防ぐ。
法面の湿り、湧水、はらみ出しなどが確認された場合はその挙動を観測し、必要に応じて水抜き孔や蛇篭を設置するなどの対策を行う。

### 橋梁
橋梁に設けられた排水管は橋本体と比べて材料的・構造的にも耐久性が劣ることが多く、定期的に点検する必要がある。損傷した排水管が放置されると、車両の通行には直接悪影響を及ぼさないものの、橋桁や下部構造の劣化を進めさせる。特に凍結防止剤を散布する寒冷地では速やかな補修が必要である。

## 海外における道路の排水事例

### 東ティモール
東ティモールでも側溝や横断排水路を設けた道路排水を行うが、想定雨量の計算を行わず小さな側溝や横断排水路を設置することで吞口・吐口が損傷している事例が他の開発途上国と同様に見られる。また、損傷後の復旧も損傷要因の分析を行わず対処療法的な対策を行ったために繰り返し損傷することが多い。そのため、JICAは技術者を現地に派遣し道路排水に関する講習会を実施し、適切な道路排水を行えるよう支援している。

### アメリカ
地方部の道路での路面排水は側溝を用いず、道路用地と民地の境界付近の土壌に浸透させる事例や、沿線の農場や森林にそのまま排水する構造が見られる。
都市部の街路はバイオスウェールや透水性舗装などを設置し、河川や下水道の汚染や処理量を軽減させることを全米都市交通担当者協会（NACTO）が推奨している。バイオスウェールとは植樹帯を掘り下げて水が流入しやすいようにし、植樹帯に入った水を浄化させたのち土壌に浸透させる施設である。バイオスウェールが設置できない場所では安価・小規模な貫通型プランターや透水性ストリップを設けて水の浄化や土壌への浸透を促す。こうした施設はアメリカ国内の都市（ポートランド・ニューヨークなど）でグリーンインフラとして整備されている。
フロリダ州では橋梁が鋼桁の場合、排水管の材質をポリエチレンやファイバーグラスにするのが基本としている。また、コンクリート橋では、橋梁下に影響を及ぼさない場合に限り排水管を設けず床版に穴を空けて排水を直接行う。

### 北欧
北欧では道路の排水機能が軽視され、排水機能の維持管理よりアスファルト舗装の修繕に予算が使われてきたことが問題視されている。
側溝に関しては、道路が高い盛土の上にある場合は必ずしも設ける必要はない。側溝を設ける場合、側溝の縦断勾配の最小値がスウェーデンが5 ‰で、フィンランドでの旧基準の最小値は4 ‰だった。スウェーデンでは側溝は道路切土溝（skärningsdike）と雨水溝（dagsvattendike）の2つに分類され、道路地盤高からの深さが前者は30 cm、後者は50 cmと規定されている。道路地盤高からの深さについては、北欧の他の国ではフィンランドで25 cm、ノルウェーで35 cmとなっている。
側溝を出た水は排水溝を経て河川や湖沼への排出を行ったり、浸透溝を用いて土壌に浸透させることもある。河川や湖沼に至る排水溝の勾配は少なくとも4 ‰にする必要がある。排水溝は道路敷地外部に設置されることが多く、その場合は排水溝がある土地の地権者が排水溝の修繕を許可しない懸念がある。
道路下に横断排水路を設ける場合、フィンランドでは有効開口部の径が2 m未満では「暗渠」、2 mを越える場合では「橋梁」として扱われる。橋梁の内、有効開口部の径が2 - 4 mのものは「パイプ橋」の分類となる。
地下排水を行う場合の遮断排水層の厚さは北欧諸国で0.4 - 0.6 mと差がある。

### 韓国
韓国では2006年頃から排水性舗装の導入に向けて本格的に検討が始まった。